# Hakea pulvinifera
Hakea pulvinifera (лат.) — вид рода Хакея (Hakea) семейства Протейные (Proteaceae), небольшой колючий кустарник, найденный только на одном скалистом склоне около города Ганнеды в Новом Южном Уэльсе (Австралия). Впервые был описан в 1962 году, предположительно вымер в 1971 году и вновь открыт в 1988 году. Весь вид, возможно, имеет единственный генетически уникальный образец. Один из двух видов хакей, размножающийся исключительно корневыми отпрысками.

## Ботаническое описание
Hakea pulvinifera —  кустарник, высота которого достигает около 4 м, с толстой замощённой корой. Листья длиной 10 см разделены на два-девять сегментов, каждый длиной 2–4 см и шириной 2 мм, заканчивается острым кончиком. Цветы собраны в группы от 40 до 50 кремово-белых и зелёных цветов в пазухах листьев. Цветение происходит с сентября по ноябрь, но пыльцевые зёрна сморщены и пусты. Плоды растения не обнаруживаются.

## Таксономия
Вид Hakea pulvinifera был впервые описан австралийским таксономическим ботаником Л. А. С. Джонсоном в 1962 году, и его описание было опубликовано в Contributions from the New South Wales National Herbarium. Видовое название — от латинских слов pulvinus, означающего «подушку», и fero, означающего «нести», что относится к небольшой припухлости у основания листа.
Растение было обнаружено в 1949 году в единственной популяции, но было описано и названо лишь в 1962 году. Популяция была вновь исследована в 1966 году, и была зарегистрирована подробная информация. Однако в 1971 году поиск по данным 1966 года не позволил определить местонахождение вида. Было высказано предположение, что этот вид вымер, а номенклатурный тип был потерян при строительстве автостоянки. В 1988 году смотритель Службы национальных парков и дикой природы С. П. Моррисон вновь «обнаружил» вид в небольшой популяции на крутом склоне холма, сходном по особенностям и аспекту с типичной местностью, используя информацию из оригинальных заметок Лоуренса Джонсона за 1962 год. «Вновь обнаруженная» популяция почти наверняка является той же самой, которая была впервые зарегистрирована, несмотря на определенные различия в ориентирах между этой местностью и ранее описанной. Идентичность образца была подтверждена Уильямом Робертом Баркером. Было установлено, что свежие, зафиксированные и высушенные цветы были стерильными, без признаков жизнеспособной пыльцы, что свидетельствует о том, что этот вид не может размножаться из семян. Вместо этого они могут размножаться через корневые отпрыски от поверхностных корней.

## Распространение и биология
Вид встречается только на северных плоскогорьях Большого Водораздельного хребта в Новом Южном Уэльсе, где растёт на крутом бесплодном склоне.

## Охранный статус
Вид Hakea pulvinifera классифицируется как «находящийся под угрозой исчезновения». В соответствии с Законом Австралии об охране окружающей среды и сохранении биоразнообразия 1999 года и Законом о сохранении угрожаемых видов правительства Нового Южного Уэльса был подготовлен план восстановления популяции.